# Okręg wyborczy nr 62 do Senatu Rzeczypospolitej Polskiej
Okręg wyborczy nr 62 do Senatu Rzeczypospolitej Polskiej obejmuje obszar powiatów lęborskiego, słupskiego i wejherowskiego oraz miasta na prawach powiatu Słupska (województwo pomorskie). Wybierany jest w nim 1 senator na zasadzie większości względnej.
Utworzony został w 2011 na podstawie Kodeksu wyborczego. Po raz pierwszy zorganizowano w nim wybory 9 października 2011. Wcześniej obszar okręgu nr 62 należał do okręgu nr 25.
Siedzibą okręgowej komisji wyborczej jest Słupsk.

## Reprezentant okręgu
| Rok  | Rok  | Senator          | Komitet wyborczy                           |
| ---- | ---- | ---------------- | ------------------------------------------ |
|      | 2011 | Kazimierz Kleina | Platforma Obywatelska RP                   |
| 2015 |      | Kazimierz Kleina | Platforma Obywatelska RP                   |
|      | 2019 | Kazimierz Kleina | KKW Koalicja Obywatelska PO .N iPL Zieloni |
| 2023 |      | Kazimierz Kleina | KKW Koalicja Obywatelska PO .N iPL Zieloni |

## Wyniki wyborów
Symbolem „●” oznaczono senatora ubiegającego się o reelekcję.

### Wybory parlamentarne 2011
| Kandydat                                                                                      | Kandydat           | Komitet wyborczy             | Głosów | Głosów | Głosów |
| Kandydat                                                                                      | Kandydat           | Komitet wyborczy             | Liczba | %      | +/–    |
| --------------------------------------------------------------------------------------------- | ------------------ | ---------------------------- | ------ | ------ | ------ |
|                                                                                               | Kazimierz Kleina ● | Platforma Obywatelska RP     | 89 389 | 54,00  | –      |
|                                                                                               | Andrzej Stepnowski | Prawo i Sprawiedliwość       | 37 932 | 22,92  | –      |
|                                                                                               | Hubert Boba        | Sojusz Lewicy Demokratycznej | 24 680 | 14,91  | –      |
|                                                                                               | Roman Wołoszyn     | Polska Jest Najważniejsza    | 13 519 | 8,17   | –      |
| Frekwencja: 48,93% Liczba głosów ważnych: 165 520 (96,23%) Źródło: Państwowa Komisja Wyborcza |                    |                              |        |        |        |

● Kazimierz Kleina reprezentował w Senacie VII kadencji (2007–2011) okręg nr 25.

### Wybory parlamentarne 2015
| Kandydat                                                                                       | Kandydat           | Komitet wyborczy         | Głosów | Głosów | Głosów |
| Kandydat                                                                                       | Kandydat           | Komitet wyborczy         | Liczba | %      | +/–    |
| ---------------------------------------------------------------------------------------------- | ------------------ | ------------------------ | ------ | ------ | ------ |
|                                                                                                | Kazimierz Kleina ● | Platforma Obywatelska RP | 93 594 | 58,12  | +4,12  |
|                                                                                                | Robert Kujawski    | Prawo i Sprawiedliwość   | 67 433 | 41,88  | +18,96 |
| Frekwencja: 48,368% Liczba głosów ważnych: 161 027 (93,61%) Źródło: Państwowa Komisja Wyborcza |                    |                          |        |        |        |

### Wybory parlamentarne 2019
| Kandydat                                                                                      | Kandydat                      | Komitet wyborczy                           | Głosów  | Głosów | Głosów |
| Kandydat                                                                                      | Kandydat                      | Komitet wyborczy                           | Liczba  | %      | +/–    |
| --------------------------------------------------------------------------------------------- | ----------------------------- | ------------------------------------------ | ------- | ------ | ------ |
|                                                                                               | Kazimierz Kleina ●            | KKW Koalicja Obywatelska PO .N iPL Zieloni | 123 191 | 60,02  | +1,90  |
|                                                                                               | Dorota Arciszewska-Mielewczyk | Prawo i Sprawiedliwość                     | 82 076  | 39,98  | –1,90  |
| Frekwencja: 60,67% Liczba głosów ważnych: 205 267 (96,82%) Źródło: Państwowa Komisja Wyborcza |                               |                                            |         |        |        |

### Wybory parlamentarne 2023
| Kandydat                                                                                      | Kandydat               | Komitet wyborczy                           | Głosów  | Głosów | Głosów |
| Kandydat                                                                                      | Kandydat               | Komitet wyborczy                           | Liczba  | %      | +/–    |
| --------------------------------------------------------------------------------------------- | ---------------------- | ------------------------------------------ | ------- | ------ | ------ |
|                                                                                               | Kazimierz Kleina ●     | KKW Koalicja Obywatelska PO .N iPL Zieloni | 143 653 | 57,84  | –2,18  |
|                                                                                               | Samanta Nowińska       | Prawo i Sprawiedliwość                     | 72 598  | 29,23  | –10,75 |
|                                                                                               | Krzysztof Kropidłowski | Konfederacja Wolność i Niepodległość       | 32 097  | 12,92  | –      |
| Frekwencja: 73,36% Liczba głosów ważnych: 248 348 (98,08%) Źródło: Państwowa Komisja Wyborcza |                        |                                            |         |        |        |